# Stowe (Vermont)
Stowe è una città degli Stati Uniti d'America, nella contea di Lamoille, nello Stato del Vermont. È un'importante località turistica sia invernale che estiva. La popolazione è risultata pari a 4 339 nel censimento del 2000.

## Geografia fisica
Secondo l'United States Census Bureau, la città ha una superficie di 188,4 km², di cui 0,2 km² di acque interne. Come superficie, è il secondo più grande comune dello Stato del Vermont (dopo Chittenden nella Contea di Rutland).

## Popolazione
Dal censimento del 2000, risulta una popolazione di 4 339 abitanti, 1 905 case di proprietà, e 1 129 famiglie residenti. La densità della popolazione era di 23,1/km². Vi erano 2 728 unità abitative con una densità media di 14,5/km². La popolazione era costituita per il 97,51% razza bianca, 0,28% afro-americani, 0,37% nativi americani, 0,44% asiatici, 0,23% altre razze, e 1,18% di due o più razze.

## Economia
L'economia di Stowe è quasi completamente legata al turismo, sia estivo che invernale. Alberghi, negozi, e ristoranti sono le attività principali. Il Trapp Family Lodge, in particolare, è uno dei più grandi, ed ospita la maggior parte dei concerti del Vermont Mozart Festival. In inverno, l'area delle piste di sci di Stowe Mountain Resort è il maggior centro di impiego della regione. Anche se maggiormente famosa per l'attività sciistica, anche in estate ed in autunno è meta di visitatori.

## Galleria d'immagini

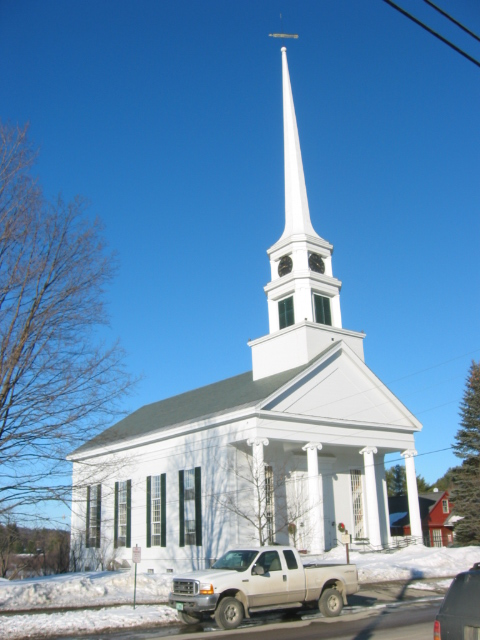
Stowe Community Church
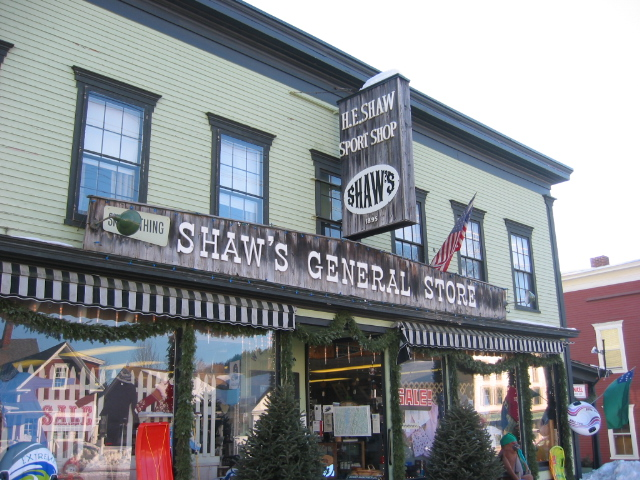
Lo Shaw's General Store, di fronte al comune
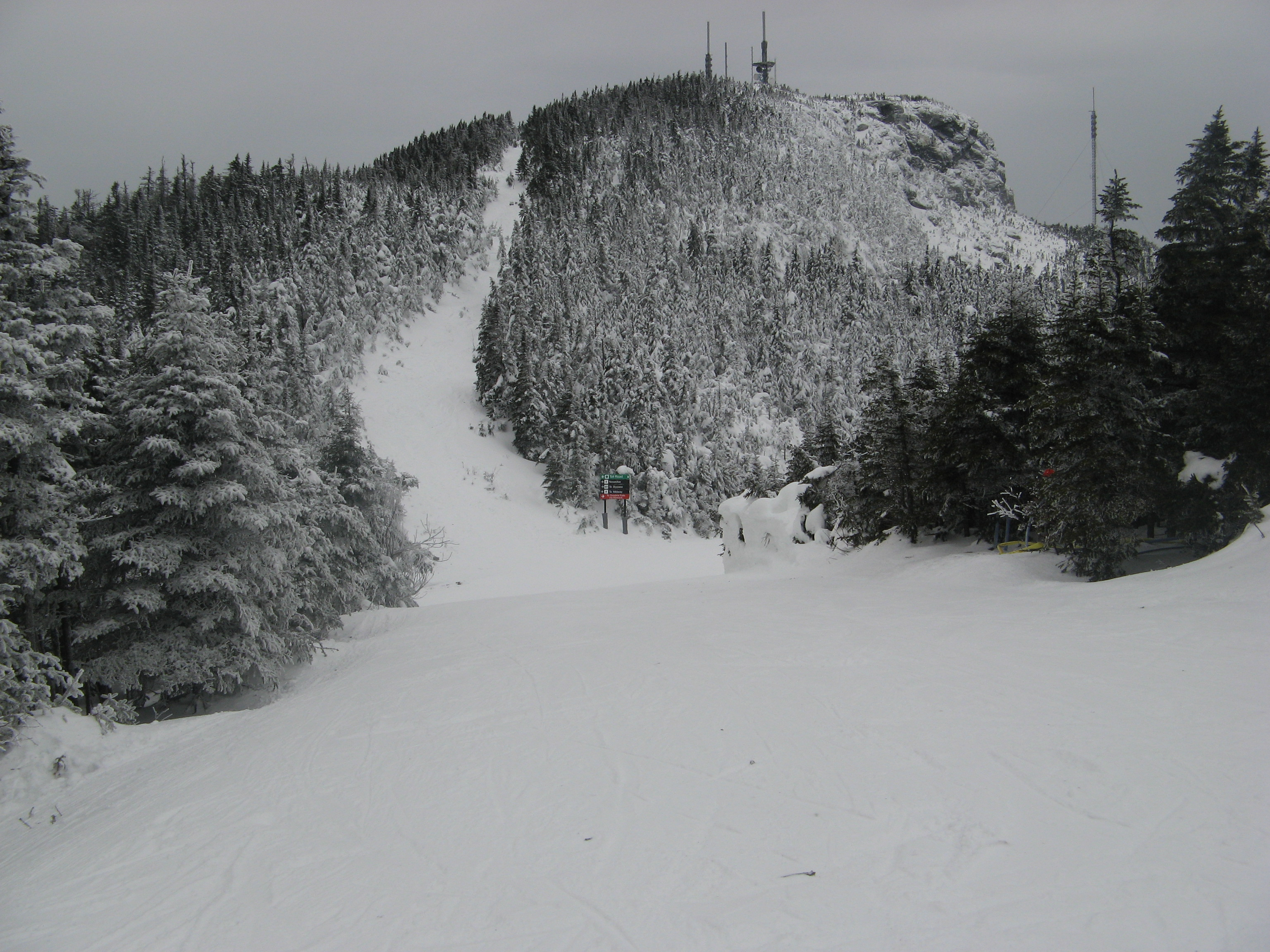
Neve a Stowe
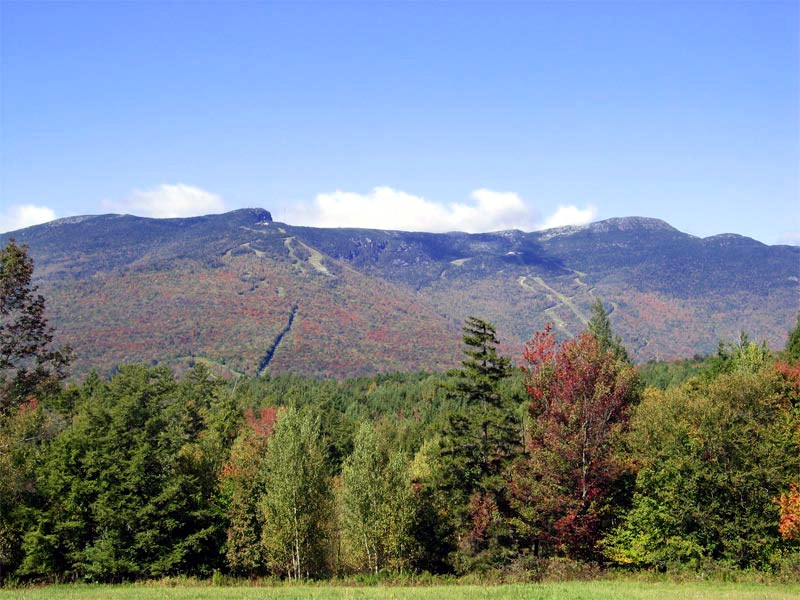
Sul Mount Mansfield ci sono le principali strutture per la pratica dello sci